# Baked Alaska

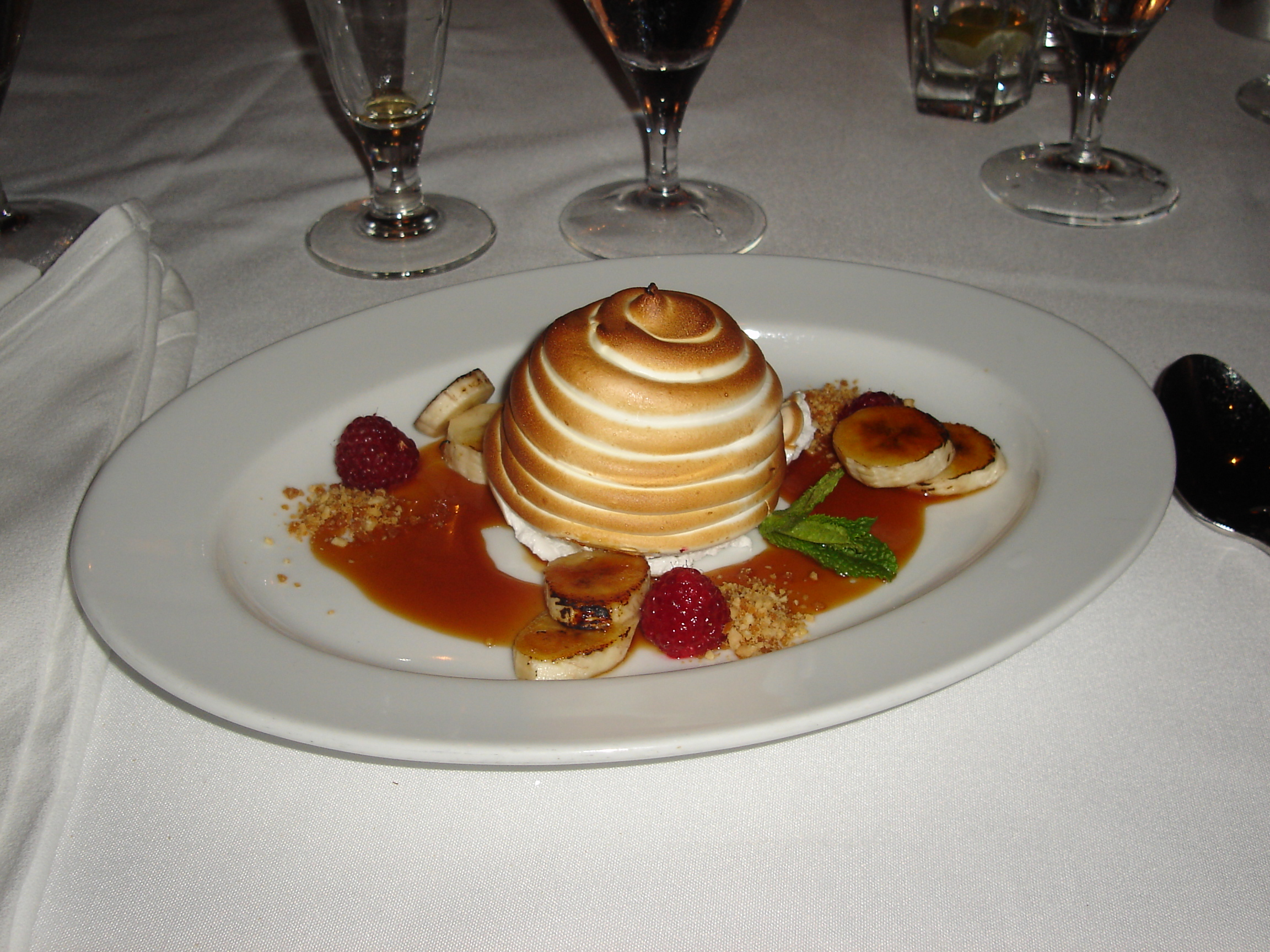
Baked Alaska z bananami

Baked Alaska (także z francuskiego: glace au four lub omelette à la norvégienne, czyli omlet norweski, tudzież omlet-niespodzianka) – deser przyrządzany z zapieczonych lodów ułożonych na spodzie ciasta biszkoptowego lub puddingu i dodatkowo przykrytych pianą jajeczną ubitą z cukrem.
Ułożone na lodach produkty tworzą warstwę izolacyjną, chroniącą lody przed roztopieniem, a zapiekanie powinno trwać bardzo krótko – jedynie tyle czasu, ile potrzeba na ścięcie piany w bezę.
Nazwa została wymyślona w nowojorskiej restauracji Delmonico w 1876 na cześć świeżo nabytego terytorium amerykańskiego – Alaski.
Odmiany:
- Bombe Alaska – z ciemnym rumem, flambirowany,
- wersja z malinami zamiast lodów lub z malinami i lodami.